# CLAP CLAP
『CLAP CLAP』（クラップ クラップ）は、日本のガールズグループNiziUの楽曲。3rdシングルとして2022年7月20日にEpic Record Japanよりリリースされた。

## 概要
2ndデジタルシングル『ASOBO』より約3か月、パッケージシングルとしては『Take a picture/Poppin' Shakin'』より約1年3か月ぶりのリリース。2022年5月8日にオフィシャルサイト及びSNSにてリリースを発表し、新ビジュアル写真も公開。

## プロモーション
- 東急プラザ 表参道原宿エントランス[4]
  - 本作のリリースを記念して、13日間（2022年7月13日 - 26日）限定で装飾された。

- 東京都・原宿『NiziU TOKYO STREET FOOD HOPPING』[5]
  - 本作のリリースを記念して、14日間（2022年7月20日 - 8月3日）限定で原宿エリアにある9つのフードショップとコラボレーション。

## 収録曲

### CD
1. CLAP CLAP
2. Short Trip
3. CLAP CLAP -Instrumental-
4. Short Trip -Instrumental-

### DVD
1. 『CLAP CLAP』Concept Movie
2. 『CLAP CLAP』Jacket Shooting Making Movie